# Пономарёв, Николай Григорьевич
Николай Григорьевич Пономарёв (16 мая 1902, Давыдово, Тамбовская губерния — 22 ноября 1964, Первомайский район, Оренбургская область) — советский военный, государственный и политический деятель.

## Биография
Родился 3 (16) мая 1902 года в селе Давыдово Тамбовской губернии. Член ВКП(б) с 1925 года.
С 1923 года — на военной службе, общественной и политической работе. В 1923—1964 гг. — на политической работе в РККА, участник Великой Отечественной войны, член Военного Совета 50-й армии, член Военного Совета Приволжского военного округа, Забайкальского военного округа, директор совхоза «Рубежинский» (1960-1964 гг.).
Избирался депутатом Верховного Совета РСФСР 3-го созыва.
Застрелился в 1964 году в Оренбургской области. Похоронен на Даниловском кладбище в Москве.

## Награды
Семь орденов, в том числе:
- Орден Ленина
- 4 ордена Красного Знамени
- Орден Отечественной войны I степени
- Орден Красной Звезды